# Dimos Aigialeia
Dimos Aigialeia (Aigialeia) är en kommun i Grekland.   Den ligger i prefekturen Nomós Achaḯas och regionen Västra Grekland, i den centrala delen av landet, 140 km väster om huvudstaden Aten. Antalet invånare är 53 585.